# Echinolampas koreana
Echinolampas koreana is een zee-egel uit de familie Echinolampadidae.
De wetenschappelijke naam van de soort werd in 1925 gepubliceerd door Hubert Lyman Clark.